# Mario Schilling
Mario Tomás Schilling Fuenzalida (Santiago, 9 de marzo de 1969) es un abogado, periodista, columnista y filósofo chileno, reconocido por su figuración mediática como vocero de la Fiscalía Oriente de Santiago, y como panelista del programa de televisión Conciencia de valores y conductor de Camino al Futuro de Canal Tendencias Prime Chile, además de su participación en los canales UCV Televisión y Canal Vive. 
Por el año 2018 fue expulsado del colegio de abogados, y tiene una serie de reclamos que dicen una mala práctica, faltas a la verdad y reclamos qué señalan una mala representación de sus clientes. 

## Biografía

### Primeros años y estudios
Schilling nació el 9 de marzo de 1969 en Santiago, hijo de Mario Fernando Schilling Besoaín y de María Bernardita Fuenzalida Rioseco. Estudió en el colegio Verbo Divino en Santiago y en los colegios Sagrados Corazones, Padres Franceses y Saint Paul's School, ambos de Viña del Mar. 
Más adelante estudió Periodismo en la Universidad Las Condes (actual Universidad del Desarrollo de Santiago) y Derecho en la Universidad Mayor. En el ámbito jurídico, estudió en la Universidad Adolfo Ibáñez una maestría en dirección y gestión tributaria.
Se graduó de Magíster en Filosofía en la Universidad de Chile luego de defender su tesis sobre la epistemología de las ciencias sociales en el pensamiento de Mario Bunge, investigación codirigida por el citado filósofo de la Universidad de McGill, Montreal, Canadá. En 2009 logró su Doctorado en Filosofía en la Universidad de Chile, luego de obtener una beca por excelencia académica. Su tesis sobre los aspectos éticos del nuevo derecho penal del enemigo fue publicada por la Editorial Publitecnia.
Schilling se certificó en Critical Thinking Program por la Universidad de California, Berkeley, Estados Unidos. En su calidad de Doctor en Filosofía, Schilling fue entrenado en Logic Based Therapy por la National Philosophical Counseling Association, certificándose en Estados Unidos por su fundador.

## Carrera

### Como columnista y panelista
En 1988 ingresó al Taller Literario de la poetisa Alejandra de Groote, lugar de encuentro de los principales escritores y poetas de la región de Valparaíso en la década de 1980. En septiembre de 1989, Schilling se estrenó como columnista en el diario El Mercurio de Valparaíso, en la sección Artes y Cultura, analizando la narrativa porteña de la época.
En 1991 se integró al equipo de reseñistas de la Revista de Libros del diario El Mercurio, donde publicó en forma continua hasta el 2002. También colaboró para la revista Ercilla como columnista de la sección de libros, bajo el pseudónimo de Max Demian.
En la década del 2010 participó como columnista de El Mostrador y panelista en los programas radiales Buenos días mercado de Radio El Conquistador y Palabras sacan palabras de Radio Futuro. A fines de la década de 2010, Schilling – junto con Agustín Zamora, conductor del programa Conciencia de Valores – participó en varias temporadas en los canales UCV Televisión, Canal Vive y Canal Tendencias Prime Chile. En este último canal, Schilling condujo el programa Camino al Futuro.

### Como vocero de la Fiscalía Oriente y candidato a diputado
Entre los años 2002 y 2011, Schilling se desempeñó como Asesor Comunicacional del Ministerio Público al obtener dicho puesto tras un concurso público de postulación. En su primer periodo en la Fiscalía de La Araucanía, entrenó a un abogado como vocero de la entidad y estuvo a cargo de la gestión de opinión pública de la repartición.  
Posteriormente, en 2005, con la experiencia adquirida en la novena región, Schilling obtuvo decreto de nombramiento para ejercer como asesor comunicacional del fiscal regional Xavier Armendáriz tras ganar nuevamente un concurso público. De 2005 a 2011, mientras se desempeñaba como vocero de la Fiscalía Oriente, obtuvo una alta exposición mediática, siendo entrevistado en gran cantidad de ocasiones.

### Controversias y casos emblemáticos
En 2012 presentó una querella por el cargo de abusos sexuales contra el sacerdote John O'Reilly, quien a la postre fue suspendido del Colegio Cumbres gracias a la denuncia interpuesta por los padres de una menor. Schilling interpuso dicha acción judicial ante el Cuarto Juzgado de Garantía de Santiago. Durante este mismo periodo, presentó una querella criminal ante el mismo juzgado de garantía contra los responsables de la violación de una alumna del Colegio Alemán, ocurrida en octubre de 2011.
Schilling fue candidato a diputado en las elecciones parlamentarias de 2013, por el distrito 22 (Santiago Centro). Inicialmente iría por alguna coalición de centroizquierda, pero fue desplazado por Giorgio Jackson como carta fuerte para ese distrito, lo que motivó que se presentase, no sin antes reprocharle a Jackson sus pretensiones, como candidato independiente por la coalición electoral Si tú quieres, Chile cambia. Obtuvo el cuarto lugar de las preferencias con 5468 votos, no resultando electo. Posterior a esa candidatura, no siguió participando en política.
El año 2014 se produjo un caso de paranoia colectiva entre los apoderados del jardín infantil Hijitus de Vitacura, donde Schilling era apoderado. Así es como promueve una querella contra un profesor de computación de dicho jardín, a quien acusaba de abuso sexual infantil. Responsabilizó también a la directora y madre del profesor del jardín infantil de ser cómplice y encubrir los delitos imputados. Aprovechó el caso para posicionarse públicamente como una suerte de justiciero ciudadano dedicado a la persecución de delincuentes sexuales que toman niños por víctimas. Esto evidenció que su accionar estaba destinado a un posicionamiento mediático con miras un autoenaltecimiento.
En paralelo, presentó otra querella contra un profesor de música de un colegio privado del sector oriente, situado en Peñalolén. En este caso también declaraba ante las cámaras poseer evidencias irrefutables sobre la culpabilidad del imputado. En julio de 2014, el profesor fue absuelto por unanimidad luego de 17 meses de prisión preventiva. En cambio, en el caso Hijitus en fallo dividido, el tribunal absolvió al imputado de los cargos con voto en contra de la magistrada Olga Fernández, que estuvo por condenarlo por los delitos contra tres menores. Fernández estimó en su voto como suficiente la prueba de cargo en relación con los delitos y a la participación del imputado.
El Estado hubo de indemnizar en ambos casos promovidos por Schilling, lo que motivó una reacción por parte del Consejo de defensa del Estado, por el daño al patrimonio estatal que significó la insistencia en llevar a cabo procedimientos judiciales con publicidad que deberían haber sido descartados en la etapa investigativa. Así mismo, el Colegio de Abogados sancionó a Schilling con su expulsión, por haber aprovechado un caso de alta connotación pública solo para enaltecer su figura, aun cuando se trataba de la acusación contra un grupo de personas que a la postre resultaron ser inocentes.
En 2018 Schilling apeló la decisión del Colegio de Abogados alegando que le fue negado el derecho a un debido proceso respecto de su expulsión. Tras dos años, la Corte de Apelaciones confirmó la expulsión del litigante. La sanción aplicada contra Schilling tiene carácter meramente simbólico, puesto que en Chile es posible continuar ejerciendo la profesión de abogado sin necesidad de pertenecer a dicha asociación gremial.

### Actualidad
En 2023 logró un histórico fallo al anular un contrato de promesa de compraventa con cláusulas abusivas por parte de una inmobiliaria, firmado en 2015. El tribunal de primera instancia determinó la existencia de una desigualdad en la posición de negociación de ambas partes, por lo que decidió declarar la nulidad del contrato, y ordenó a la empresa inmobiliaria la indemnización de los demandantes por daño moral y emergente.
En la actualidad, Schilling es miembro del Colegio de Periodistas y de la Asociación Chilena de Filosofía (ACHIF).

## Obras publicadas
- 1988 - Negociación: solución extrajudicial de conflictos privados. Editorial jurídica Conosur, Santiago de Chile.[31]
- 1999 - Métodos alternativos de resolución de conflictos. Editorial jurídica Conosur, Santiago de Chile.[32]
- 2002 - Manual de mediación (primera edición). Editorial Cuatrovientos, Santiago de Chile.[33]
- 2002 - Manual de negociación. Editorial La Ley, Santiago de Chile.
- 2009 - Manual de mediación (segunda edición ampliada). Editorial Cuatrovientos, Santiago de Chile.[34]
- 2009 - El Nuevo Derecho Penal del Enemigo. Librotecnia, Santiago de Chile.[35]
- 2019 - Mejor llama a Sócrates. Cuando ir al psicólogo no es tu solución. Houston, Estados Unidos.[36][37][38]
- 2019 - Better Call Socrates (versión en inglés). Houston, Estados Unidos.
- 2020 - Diccionario de emociones. CHC Editores, Santiago de Chile. (ISBN 978-956-6084-02-0)
- 2020 - La lógica de las emociones y los engaños de la mente. CHC Editores, Santiago de Chile. (ISBN 978-956-6084-01-3)[39]
- 2020 - Los 50 engaños de la mente: Falacias, sesgos, ilusiones y prejuicios. CHC Editores, Santiago de Chile.[39]
- 2021 - ¿Qué debemos hacer ante situaciones negativas? 50 enseñanzas de la filosofía estoica. CHC Editores, Santiago de Chile.[39]
- 2021 - ¿Cómo enfrentar las adversidades? 50 enseñanzas de la filosofía estoica. CHC Editores, Santiago de Chile.[39]
- 2021 - Breve manual de antropología filosófica. CHC Editores, Santiago de Chile.[39]

## Historial electoral
Elecciones parlamentarias de 2013 a Diputado por el distrito 22 (Santiago Centro)
| Candidato                  | Pacto                          | Partido | Votos  | %     | Resultado |
| -------------------------- | ------------------------------ | ------- | ------ | ----- | --------- |
| Giorgio Jackson Drago      | Independiente (Fuera de pacto) | IND     | 55 060 | 48,17 | Diputado  |
| Felipe Kast Sommerhoff     | Alianza                        | ILJ     | 22 338 | 19,54 | Diputado  |
| Mónica Zalaquett Said      | Alianza                        | UDI     | 21 265 | 18,60 |           |
| Mario Schilling Fuenzalida | Si tú quieres, Chile cambia    | ILI     | 5468   | 4,78  |           |
| Eduardo Contreras Marín    | Nueva Constitución para Chile  | IGUAL   | 4349   | 3,80  |           |
| Cristián Orellana Álvarez  | Partido Humanista              | PH      | 3226   | 2,82  |           |
| Octavio González Ojeda     | Partido Humanista              | PH      | 1457   | 1,27  |           |
| Rony Núñez Mesquida        | Si tú quieres, Chile cambia    | ILI     | 1129   | 0,98  |           |